# Andorinhão-pequeno

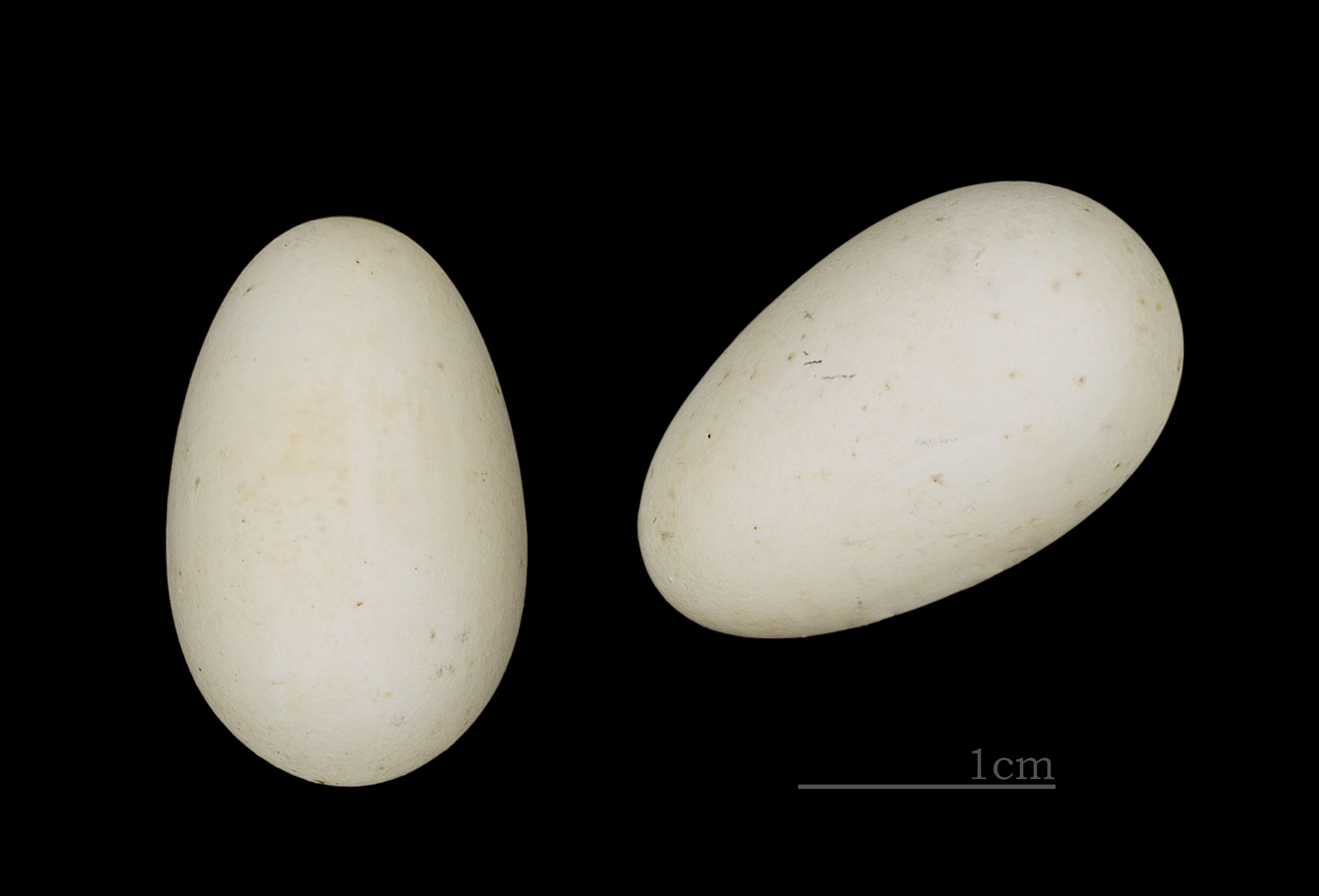
Apus affinis

Andorinhão-pequeno (Apus affinis) é uma ave da família Apodidae. Trata-se de uma espécie de pequenas dimensões, que se caracteriza pela plumagem preta, pelo uropígio branco e pela cauda curta e quadrada.
Distribui-se principalmente pelo continente africano e também pelo sul da Ásia. As zonas de nidificação mais próximas de Portugal situam-se em Marrocos.
Em Portugal é uma espécie rara, que é vista ocasionalmente, sobretudo na Primavera.